# السينما 500 كم
السينما 500 كم هو فيلم وثائقي سعودي عرض في سنة 2006 م. ويعرض الفيلم قضية منع دور العرض السينمائية في المملكة العربية السعودية عن طريق تتبع شاب في رحلته الأولى خارج البلاد ليدخل السينما للمرة الأولى في حياته. وقد تسبب الفيلم في رفع علامات الاستفهام حول الموضوع مما قاد إلى نقاشات حادة في وسائل الإعلام كونه أول عمل يناقش القضية.

## الجوائز
- النخلة الذهبية لأفضل فيلم تسجيلي: مسابقة أفلام السعودية - الدورة الأولى 2008.[2]

## مشاركات ومهرجانات
- مهرجان القارات الثلاث، مدينة نانت، فرنسا عام 2006.
- مهرجان دس سي الدولي للأفلام، واشنطن، الولايات المتحدة الأمريكية عام 2007.
- مهرجان آمال السينمائي، سانتياغو د.ك، إسبانيا عام 2007.
- مسابقة أفلام من الإمارات، أبوظبي، الإمارات العربية المتحدة عام 2006.
- مهرجان جدة للأفلام 2007.

## وصلات خارجية
- عبد الله آل عياف
- السينما 500 كم على موقع IMDb (الإنجليزية)
- السينما 500 كم على موقع قاعدة بيانات الفيلم (الإنجليزية)
- السينما 500 كم على موقع ليتربوكسد (الإنجليزية)
- "Saudi Arabian film shows theaterless kingdom", Associated Press, MSNBC.com, April 28, 2006.
- "'Cinema 500 km' — a Film About Watching a Film", Raid Qusti, Arab News, March 22, 2006.